# Río Ala-Archa
 El río Ala-Archa es un río que fluye a través del distrito de Alamudun de la provincia de Chuy en Kirguizistán. Nace en las laderas septentrionales del Kyrgyz Ala-Too y fluye hacia el norte para desembocar en el río Chu, en el valle del Chuy. El río Ala-Archa tiene 78 kilómetros de largo y una cuenca de 233 kilómetros cuadrados. Su agua proviene principalmente de los glaciares y la nieve.

## Curso
El río atraviesa el Parque nacional Ala Archa y Biskek. Otros asentamientos en la cuenca del río son Kashka-Suu,  Baytik, Orto-Say, Tash-Debe y Mayevka.